# 布瓦赛
布瓦赛（法語：Boissay，法語發音：[bwasɛ]）是法国滨海塞纳省的一个市镇，属于鲁昂区。

## 地理
布瓦赛（49°31'10"N, 1°21'27"E）面积6.63 平方千米，位于法国诺曼底大区滨海塞纳省，该省份为法国北部沿海省份，其西部及北部濒大西洋英吉利海峡，东起顺时针与索姆省、瓦兹省、厄尔省和卡爾瓦多斯省接壤。
与布瓦赛接壤的市镇（或旧市镇、城区）包括：卡特奈、埃龙谢勒、圣艾尼昂叙里、圣日耳曼德塞苏尔。

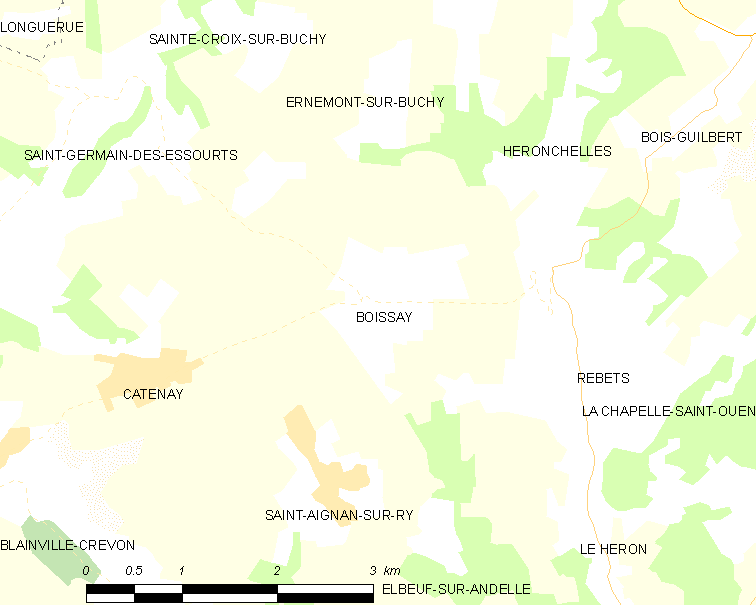
布瓦赛的OSM定位图

布瓦赛的时区为UTC+01:00、UTC+02:00（夏令时）。

## 行政
布瓦赛的邮政编码为76750，INSEE市镇编码为76113。

## 政治
布瓦赛所属的省级选区为勒梅尼勒埃纳尔县。

## 人口

1962-2008年间布瓦赛人口变化图示

布瓦赛于2022年1月1日时的人口数量为426人。